# Pandémie de Covid-19 en Nouvelle-Calédonie
La pandémie de Covid-19 a été confirmé comme ayant atteint la collectivité d'outre-mer française de Nouvelle-Calédonie en mars 2020. Le 7 mai 2020, toutes les personnes contaminées sont déclarées guéries. Une résurgence de l'épidémie de Covid-19 a lieu le 7 mars 2021, liée a une introduction du coronavirus SARS-CoV-2 depuis Wallis-et-Futuna. Un deuxième confinement débute dans l'archipel le lendemain 8 mars. Un troisième confinement est décidé le 7 septembre 2021 à la suite de l'introduction du variant Delta.

## Chronologie

### Mars 2020: premiers cas et mise en place du confinement
Le 18 mars deux premiers cas sont détectés, le 20 mars les vols sont fermés aux passagers entrants. Malgré le peu de cas, le 24 mars, le confinement strict est instauré. Le 29 mars, un des deux patients est envoyé en réanimation.

### Avril 2020: derniers cas et déconfinement
- 2 avril : dernier cas détecté.
- 16 avril : annonce du déconfinement avec un démarrage le 20 avril.

### Mai 2020: plus aucun cas actif
- 7 mai : le dernier patient hospitalisé est guéri. Il n'y a plus de cas actif en Nouvelle-Calédonie[1].

### Mars 2021: deuxième confinement
- 7 mars : deux nouveaux cas détectés en provenance de Wallis-et-Futuna.
- 8 mars : début du deuxième confinement.
- 4 avril minuit levée du confinement strict

### Septembre 2021: troisième confinement
- 6 septembre : trois cas autochtones de Covid-19 détectés auprès de trois résidents[5].
- 7 septembre : début du troisième confinement.

Malgré le nombre restreint de cas, "la Nouvelle-Calédonie va rendre obligatoire la vaccination pour toutes les personnes majeures et pour les voyageurs, selon une décision adoptée le 3 septembre".

## Évolution de la pandémie en Nouvelle-Calédonie[7]

### Cas recensés positifs au SARS-CoV-2
| Cas confirmés à l'hôpital de personnes atteintes de Covid-19                                                           | 0 |  |
| Pour des raisons techniques, il est temporairement impossible d'afficher le graphique qui aurait dû être présenté ici. |   |  |

### Tests
| Nombre de tests réalisés en Nouvelle-Calédonie                                                                         | 0 |  |
| Pour des raisons techniques, il est temporairement impossible d'afficher le graphique qui aurait dû être présenté ici. |   |  |

À la date du 19 avril le gouvernement de la Calédonie annonce 3 409 tests réalisés depuis le 18 mars.

### Cas actifs
| Nombre de cas actifs en Nouvelle-Calédonie                                                                             | 0 |  |
| Pour des raisons techniques, il est temporairement impossible d'afficher le graphique qui aurait dû être présenté ici. |   |  |

## Mesures locales
Le 6 février 2020, 15 personnes sont placées en quarantaine en Nouvelle-Calédonie à la suite de la découverte d'un cas suspect. Le cas est celui d'une résidente néo-calédonienne rentrant de Chine, qui est placée en observation au Médipôle de Koutio, les 14 autres personnes, susceptibles d'avoir été en contact avec elle, étant mises en quarantaine à domicile. Les résultats des tests sont déclarés négatifs le 10 février, et les quarantaines sont levées. À la suite des deux tests positifs d'un couple en voyage de noces en provenance de Sydney, le 18 mars un communiqué de presse a été émis par le gouvernement annonçant la fermeture des établissements scolaires pour le jeudi 19 mars au soir et des internats le vendredi.